# VV Nieuwenhoorn
Voetbalvereniging Nieuwenhoorn is een Nederlandse amateurvoetbalvereniging uit de gelijknamige dorpskern Nieuwenhoornin de Zuid-Hollandse gemeente Voorne aan Zee. De clubkleuren zijn zwart en wit.

## Algemeen
De vereniging werd opgericht op 2 augustus 1929. De thuiswedstrijden worden op het “Sportpark VV Nieuwenhoorn” gespeeld.
In 1932 werd de supportersvereniging opgericht. In 1935 hing het voortbestaan van de vereniging aan een zijden draadje. Een nieuw bestuur stelde orde op zaken.

## Standaardelftal

### Zaterdag
Sinds het seizoen 2013/14 neemt de club deel met een standaardelftal in de zaterdagafdeling, waar het instroomde in de Vierde klasse van het district West-II, het laagst mogelijke niveau in dit district. Hierin werd in het eerste seizoen direct het klassekampioenschap behaald, zodat het team in het seizoen 2014/15 uitkwam in de Derde klasse waar het in het district Zuid-I was ingedeeld en op de derde plaats eindigde. In seizoen 2015/16 werd het team weer in district West-II ingedeeld (3D), zodat er weer veel derby's werden gespeeld. Al vanaf de start stond het team bovenaan en heeft die positie niet meer uit handen gegeven. Begin april behaalde het team het klassekampioenschap. Hierdoor komt het in 2016/17 uit in de Tweede klasse.
Het standaardelftal speelt in het seizoen 2022/23 in de Vierde divisie, nadat het het seizoen ervoor via de nacompetitie promoveerde vanuit de Eerste klasse.

#### Erelijst
kampioen Derde klasse: 2016
Winnaar KNVB District beker West II 2016
kampioen Vierde klasse: 2014

#### Competitieresultaten 2014–heden (zaterdag)
| 1 4F |

| 3 3B |

| 1 3B |

| 2 2D |

| 13 1B |

| 2 2D |

| 1* 2E |

| -- 1B |

| 2 1B |

| 6 B |

| 15 B |

| -- 1C |

| Vierde Divisie | Eerste klasse | Tweede klasse | Derde klasse | Vierde klasse |

### Zondag
Het standaardelftal van de zondagafdeling speelde laatstelijk in het seizoen 2013/14 in de Zondag Hoofdklasse A waar het op een directe degradatie plaats eindigde. Na dit seizoen werd dit team opgeheven.
Op 1 september 1929 speelde de club de eerste wedstrijd, die met 7-1 werd verloren. De oorlogsjaren gingen betrekkelijk geruisloos aan de vereniging voorbij. De club speelde in die periode in de Rotterdamsche Voetbalbond (RVB). In 1951 promoveerde de club naar de Vierde klasse van de KNVB. In 1961 degradeerde de club echter weer naar de RVB. In 1963 keerde de club definitief terug in de KNVB-competitie. In 1965 promoveerde de club naar de Derde klasse, in 1975 naar de Tweede klasse en in 1981 naar de Eerste klasse. In 1999 werd de eerste promotie naar de Hoofdklasse behaald, toenmalig nog het hoogste amateurniveau.

#### Erelijst
kampioen Eerste klasse: 1999, 2002, 2010
kampioen Tweede klasse: 1981, 1992, 1997
kampioen Derde klasse: 1975
kampioen Vierde klasse: 1965
kampioen Vierde klasse: 1965
kampioen RVB 1e klasse: 1950, 1951, 1963
kampioen RVB 2e klasse: 1947
kampioen RVB 3e klasse: 19334
winnaar Districtsbeker West-II: winnaar in 1980 (zondagclubs), 1981
winnaar Zilveren Hoorn Toernooi: 1949, 1952, 1954, 1962, 1964, 1995, 1996, 1997, 1998, 2001, 2009, 2010, 2011, 2013
Overige prijzen
1963: winnaar van de Gouden Plak
1985: winnaar RN CUP
2008 :winnaar AD/RD Cup

#### Competitieresultaten 1952–2014 (zondag)
| 3 4G |

| 5 4F |

| 10 4F |

| 3 4G |

| 4 4F |

| 8 4H |

| 4 4? |

| 9 4G |

| 3 4H |

| 11 4H |

|  |

|  |

| 6 4F |

| 1 4G |

| 10 3D |

| 6 3D |

| 8 3D |

| 5 3C |

| 2 3D |

| 3 3D |

| 9 3D |

| 4 3D |

| 6 3C |

| 1 3C |

| 3 2B |

| 7 2B |

| 2 2A |

| 2 2B |

| 2 2B |

| 1 2B |

| 6 1B |

| 7 1B |

| 8 1B |

| 7 1B |

| 3 1B |

| 2 1B |

| 7 1B |

| 6 1B |

| 3 1B |

| 10 1B |

| 1 2B |

| 4 1B |

| 2 1B |

| 2 1B |

| 10 1B |

| 1 2D |

| 2 1B |

| 1 1B |

| 4 A |

| 14 A |

| 1 1B |

| 9 A |

| 13 A |

| 3 1B |

| 14 A |

| 9 1B |

| 9 1B |

| 6 1B |

| 1 1B |

| 10 A |

| 8 A |

| 6 A |

| 13 A |

| Hoofdklasse | Eerste klasse | Tweede klasse | Derde klasse | Vierde klasse |

In elke staaf van de grafiek staat van boven naar beneden vermeld: 
- Eindnotering

Dit is de positie die de club heeft bereikt in de competitie, zonder eventuele beslissings-, play-off- of nacompetitiewedstrijden die nodig zijn geweest om bijvoorbeeld de kampioen van de competitie te bepalen.
Indien een * achter het getal staat is de notering een tussenstand en kan het zijn dat de notering niet overeenkomt met de uiteindelijke eindstand van de competitie.
Staat er een - dan is het seizoen nog bezig en is er geen definitieve uitslag bekend.
Staat er xx op de positie van de notering, dan heeft de club vroegtijdig de competitie verlaten. Dit kan onder andere komen door terugtrekking van het team, faillissement van de club of door een uitgedeelde straf van de KNVB. In veel gevallen staat elders in het artikel de reden vermeld.
Staat er een ? dan is het resultaat uit het verleden onbekend, en is alleen de competitie of het niveau bekend van dat seizoen.
In de seizoenen 2019/20 en 2020/21 werd wegens de coronacrisis het amateurvoetbal afgebroken. Daardoor kennen deze staven geen eindklassering (middels -- weergegeven).
- Competitieniveau en afdelingsletter of Officiële eindstand Eredivisie
  - Competitieniveau en afdelingsletter

Hierbij geeft het getal het niveau weer, dat ook terug te vinden is in de legenda. De letter is de afdelingsaanduiding en wordt gebruikt wanneer er meer afdelingen zijn op hetzelfde niveau. De afdelingsletter is altijd een hoofdletter en wordt meestal zonder nummer gebruikt.
Voorbeeld: 2F is niveau 2e klasse competitie F.
Het competitieniveau en nummer wordt niet vermeld wanneer er slechts één competitie van dit niveau was.
  - Officiële eindstand Eredivisie (getal staat tussen haakjes vermeld)

Sinds de introductie van play-offwedstrijden voor Europees voetbal na afloop van de reguliere competitie in 2005/06, is de KNVB verplicht een eindstand van de Eredivisie door te geven aan de UEFA aan de hand van deze play-offwedstrijden.
Bij deze eindstand staan clubs die zich hebben gekwalificeerd voor Europees voetbal hoger dan clubs die zich niet wisten te kwalificeren. Indien er geen verschil was tussen de eindnotering en de officiële eindstand, staat dit getal niet vermeld.

- Onderafdeling

Hier staat afgekort de naam van de onderafdeling indien de club in dat jaar in een onderafdeling uitkwam. Tevens staat deze afkorting in de legenda en wordt gelinkt naar het artikel over deze onderafdeling. Deze afkorting wordt alleen vermeld wanneer de club in het verleden in verschillende onderafdelingen heeft gespeeld. Deze vermelding is in de staaf altijd in kleine letters. Deze onderafdelingen zijn na het seizoen 1995/96 afgeschaft. Heeft de club in slechts één onderafdeling gespeeld, dan is dit alleen terug te vinden in de legenda.
Onder de staaf staat het jaartal vermeld waarin het seizoen is afgesloten. 15 verwijst naar het seizoen 2014/15 of eventueel het seizoen 1914/15.
Wanneer een staaf leeg is, zijn deze gegevens niet bekend. Het kan ook zijn dat de club dat seizoen niet heeft meegespeeld op het hogere amateurniveau, vroegtijdig de competitie heeft verlaten of uit de competitie is gezet.

In het seizoen 1944/45 was er wegens de Tweede Wereldoorlog geen regulier competitievoetbal.

#### Nieuwenhoorn in de KNVB Beker
Dit schema laat de resultaten zien van Nieuwenhoorn tegen profclubs in de KNVB Beker.
| Seizoen | Ronde   | Wedstrijd                       | Uitslag |
| ------- | ------- | ------------------------------- | ------- |
| 2000/01 | Groep 3 | Sparta Rotterdam - Nieuwenhoorn | 8-1     |

## Bekende (oud-)Eilanders

### Spelers
- Mimeirhel Benita (jeugd)
- Ron van den Berg
- Anès Beslija
- Romano Bijl
- Delano Cohen
- Amien Jeddaoui
- Ben Kinds
- Jordão Pattinama
- Adrie Poldervaart
- Melvin Zaalman
- Emilio Samsey

### Trainers
- Aad Andriessen
- Adrie Poldervaart (2003–2005)
- Marco van Rijn (2007–2009)
- Wim Schaap (2012–2014)
- Steef Buijs (2015–2018)
- Oscar Biesheuvel (2021–2023)
- Cesco Achterberg (2023–2024)
- Rody van Hemert (2024–2025)

Brielle · Hellevoetsluis · Nieuwenhoorn · OHVV · OVV · Rockanje · Vierpolders · Vlotbrug · Zwartewaal